# En un cortijo grande el que es tonto se muere de hambre
En un cortijo grande el que es tonto se muere de hambre es un disco publicado en el año 2000 por los  Mojinos Escozíos, con el que estrenaron su nueva discográfica, DRO.
Con este disco, los Mojinos Escozíos siguieron la línea de sus trabajos anteriores, dándole especial énfasis y trabajo al aspecto cómico del disco.

## Lista de canciones
| N.º | Título                                                                                                | Duración |  |
| 1.  | «Overtura di Cremallero»                                                                              | 0:42     |  |
| 2.  | «La invasión de las ladillas enfuresidas»                                                             | 4:38     |  |
| 3.  | «Tienna balada de amol a la vieja de mis sentrañas»                                                   | 6:59     |  |
| 4.  | «Himno marsial y viril de la gente que se siente efusivamente "guay"»                                 | 5:08     |  |
| 5.  | «¡Qué peste!»                                                                                         | 4:09     |  |
| 6.  | «La triste historia del hombre más triste del mundo»                                                  | 1:40     |  |
| 7.  | «La imperesedera leyenda de Barman: el superhéroe que veneran tó los borrachos de la galasia»         | 3:28     |  |
| 8.  | «BSO de la penícula: "Eusebio, el prínsipe de las tiniebla"»                                          | 4:53     |  |
| 9.  | «Canto alegre al mítico y populá repartidó del butano»                                                | 3:31     |  |
| 10. | «El bolero del bolero»                                                                                | 6:13     |  |
| 11. | «El hombre que era viejo y verde a la vez»                                                            | 5:13     |  |
| 12. | «De cómo Calisto le pide perdón a su burra Katalina»                                                  | 1:13     |  |
| 13. | «Guarra»                                                                                              | 3:54     |  |
| 14. | «Todos le llamaban gordo, aunque él prefería que lo llamasen pa comé»                                 | 4:04     |  |
| 15. | «Soy una máquina de hasé el amó»                                                                      | 2:17     |  |
| 16. | «Ay Dios mío de mi arma que contento estoy con la dentadura nueva que me he puesto»                   | 5:18     |  |
| 17. | «Cansión instrumentá del hombre que tenía el reco del mundo de llevarse más tiempo hablando sin pará» | 9:25     |  |